# Paolo Capizzi
Paolo Capizzi (1964) è un meteorologo italiano.
Ha iniziato a comparire nella rubrica meteo del TG2, con il grado di tenente, nel novembre del 1995; nel giugno 1996 arricchisce la sua presenza televisiva, essendo uno dei quattro che conducono lo spazio meteo dell'Aeronautica Militare Italiana sempre presente a Unomattina e Unomattina estate e partecipando spesso sia al programma di Rai 3, L'una italiana, sia a vari interventi del CCiSS - Viaggiare informati. 
Premiato dal Comune di Roma nel 2003 (premio simpatia), lascia le trasmissioni di Unomattina a maggio del 2004. Ricompare altre due volte in televisione, a Sabato & domenica nel 2006 fino a maggio 2009, con il grado di tenente colonnello, grado mantenuto anche nel suo ritorno sugli schermi della Rai nella seconda metà del 2017, soprattutto durante i weekend (quasi sempre il sabato, spesso e volentieri anche la domenica, se non durante tutto il weekend). 
Capizzi ha partecipato anche a due missioni in Antartide nell'ambito del Programma Nazionale di Ricerca in Antartide.